# Хлебный дом (бренд)
«Хлебный дом» — торговая марка хлеба и хлебобулочных изделий, производимых булочно-кондитерским холдингом «Коломенский».
Возникла в результате переименования в 1994 году акционерного общества, образованного в результате приватизации санкт-петербургского Хлебозавода Московского района, в компанию «Хлебный дом». Определённую известность марке придал перевод значительной части ассортимента в 1998 году на сбыт в упаковке, на которой размещались выходные данные и логотип производителя, что способствовало брендированию. Вся хлебопродукция фирмы, том числе и выпекаемая на поглощённом в 2002 году Муринском хлебозаводе и приобретённом годом позже Василеостровском хлебозаводе, выпускалась под данной торговой маркой.
В 2005 году контроль над «Хлебным домом» полностью перешёл к Fazer, постепенно наращивавшим долю в компании с 1997 года. Fazer сохранил торговую марку, а в 2008 году перевёл на неё значительную часть хлебопродукции всего российского подразделения, включая выпечку московского комбината «Звёздный». С 2013 года весь ассортимент производства российских заводов Fazer приведён к трём маркам: «Fazer», «Бурже» и «Хлебный дом», первые две используются для продуктов верхнего ценового сегмента, а «Хлебный дом» сохранён для продукции из среднего и низшего сегментов. По состоянию на 2016 год используются следующие суббренды продукции под маркой «Хлебный дом»: хлеб «Геркулес», хлеб «Марьин», «Ягодное лукошко» (мучное кондитерское изделие с ягодной и фруктовой начинкой), «Румяные традиции» (сухари и сушки), «Чайная классика» (пряники).
После ухода Fazer с российского рынка в 2022 году перешла к булочно-кондитерскому холдингу «Коломенский» (образованного владельцем булочно-кондитерского комбината «Коломенское» в результате приобретения активов российского подразделения Fazer).